# ۳ سپتامبر
۳ سپتامبر دویست و چهل و ششمین (در سال‌های کبیسه دویست و چهل و هفتمین) روز سال در گاه‌شماری میلادی است. ۱۱۹ روز تا پایان سال باقی‌است.

## رویدادها
- ۳۰۱ - تشکیل کشور سان مارینو
- ۱۷۸۳ - معاهده پاریس (۱۷۸۳) صلح ایالات متحده آمریکا با بریتانیا[۱]
- ۱۹۳۹ - جنگ جهانی دوم - نبرد اقیانوس اطلس: کشتی مسافربری اس‌اس آتنیا به عنوان نخستین شناور بریتانیایی در جنگ، توسط او-۳۰، او-بوت آلمانی، غرق شد.
- 1999تاسیس مولوسیا توسط شاه کوین باو کبیر

## زادروزها
- ۱۸۷۵ - فردیناند پورشه، طراح خودرو و صنعتگر اهل اتریش
- ۱۹۳۶ - زین‌العابدین بن‌علی، رئیس‌جمهور تونس

## درگذشت‌ها
- ۱۸۸۳ - ایوان تورگنیف، رمان‌نویس، شاعر و نمایش‌نامه‌نویس روس
- ۱۹۹۱ - فرانک کاپرا، کارگردان ایتالیایی-آمریکایی
- ۲۰۱۲ - مایکل کلارک دانکن، صداپیشه و بازیگر آمریکایی